# 座旗五
座旗五（ψ2Aurigae/御夫座ψ2），是御夫座的一颗恒星。视星等4.79，以裸眼观测較為黯淡。因为星际气体及尘埃而产生的消光，其亮度减少了0.07。
根据多项研究表明，由恒星光谱可得座旗五为一颗 K3 III 型巨星，可是根据 2003 年的研究上座旗五被分类为 K3 Iab 型的超巨星。经过周边昏暗修正的角直径测量数据为 1.97 ± 0.02  mas。估计这颗恒星距离地球为 27 倍的太阳半径。